# Fédération royale espagnole de cyclisme
La Fédération royale espagnole de cyclisme (en espagnol : Real Federación Española de Ciclismo, RFEC) est l'instance qui gouverne le cyclisme en Espagne. Elle est membre de l'Union cycliste internationale et de l'Union européenne de cyclisme.